# Eric Erlandson

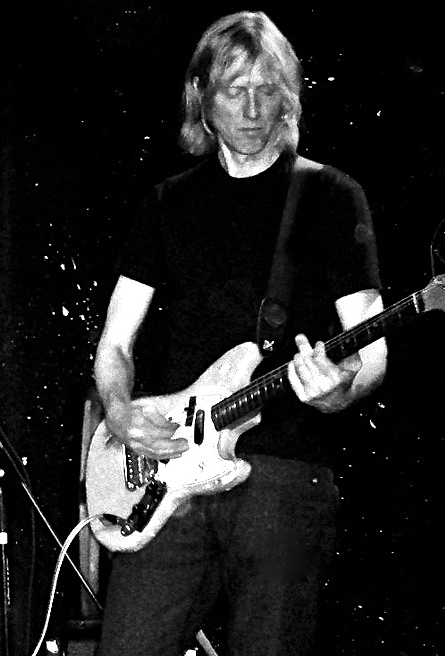
Eric Erlandson

Eric T. Erlandson (* 9. Januar 1963 in Los Angeles, Kalifornien) ist ein US-amerikanischer Musiker.
Erlandson spielte von der Gründung 1989 an als Gitarrist bei der Rockband Hole um die Sängerin Courtney Love. Er hatte bis zu ihrem Tode durch eine Überdosis Heroin eine Beziehung zu Kristen Pfaff, der Bassistin der Band. Ihm wurde auch eine Beziehung zu Drew Barrymore, der Taufpatin von Frances Bean, der Tochter von Kurt Cobain und Courtney Love, nachgesagt.
Mittlerweile ist Erlandson als Studiomusiker tätig. Er erschien unter anderem auf dem Debütalbum von Melissa Auf der Maur, beim letzten Album des ehemaligen Spice Girls Melanie C oder spielte bei Fischerspooner mit.
Nebenher studiert der praktizierende Buddhist in Los Angeles Kreatives Schreiben.